# George Muhoho
George Kamau Muhoho (* 1938) ist ein früherer kenianischer Minister und Generaldirektor der Kenya Airports Authority (KAA).

## Leben
George Muhoho ist ein Sohn von Chief Muhoho und dessen Frau Nyokabi, Bruder von Mama Ngina und Schwager Jomo Kenyattas. Zunächst war er katholischer Priester, studierte bis 1968 am Collegio San Pietro in Rom Kirchenrecht. 1971 wurde er als erster schwarzafrikanischer Diplomat zum Attaché bei der vatikanischen Botschaft der EU in Brüssel berufen. 1972 wurde er von Papst Paul VI. in den Laienstand zurück versetzt. Er war dann für die PR-Abteilung der UNEP in Nairobi verantwortlich. 1976 heiratete er die Juristin Jean Njeri Koinange. Aus der Ehe gingen vier Kinder hervor.
Präsident Moi berief den  Diplomaten in sein Kabinett und betraute ihn nacheinander mit den Posten des Erziehungs-, Tourismus- und Technologie-Ministers. 1991 verließ er die KANU und schloss sich als Gründungsmitglied der Demokratischen Partei von Mwai Kibaki an, deren Schatzmeister er heute ist. Außerdem ist er Mitglied im Ältestenrat der Partei. 2004 wurde er von Kibaki zum Direktor der Kenya Airports Authority (KAA) berufen und war besonders für die Entwicklung, aber auch die Sicherheit der kenianischen Flughäfen verantwortlich. 2009 verließ er diesen Posten turnusgemäß und lebt nun im Ruhestand.